# Stictogargetta albimacula
Stictogargetta albimacula är en fjärilsart som beskrevs av George Francis Hampson 1892. Stictogargetta albimacula ingår i släktet Stictogargetta och familjen tandspinnare. Inga underarter finns listade i Catalogue of Life.